# Xzibit
Alvin Nathaniel Exaltation Joiner, conegut artísticament com a Xzibit (Detroit, Michigan, 18 de setembre de 1974), és un raper estatunidenc, a més de ser el presentador del show de MTV televisió Pimp My Ride.

## Discografia
- 1996: At The Speed Of Life
- 1998: 40 Dayz & 40 Nightz
- 2000: Restless (Disc de platí)
- 2002: Man Vs. Machine (Disc d'or)
- 2004: Weapons of Mass Destruction (Disc d'or)
- 2006: Full Circle